# Microgephyra stuckenbergi
Microgephyra stuckenbergi är en tvåvingeart som beskrevs av Lyneborg 1972. Microgephyra stuckenbergi ingår i släktet Microgephyra och familjen stilettflugor. Inga underarter finns listade i Catalogue of Life.